# Digicel
Digicel ist eine in Jamaika ansässige Unternehmensgruppe, die ein karibisches Mobilfunknetz betreibt und Home-Entertainment anbietet. Es ist auf 25 Märkten weltweit tätig.
Die Digicel Group mit Sitz in Kingston fungiert als Holding für die gleichnamigen Unternehmen in einzelnen Ländern.
Im Jahr 2001 von dem irischen Unternehmer Denis O’Brien gegründet, wurde es im Jahr 2024 von einer Gruppe US-amerikanischer Private-Equity-Firmen im Rahmen einer Umschuldung übernommen.

## Geschichte
Digicel wurde im Jahr 2001 von dem irischen Unternehmer Denis O’Brien gegründet. Das Unternehmen nahm im April 2001 den Geschäftsbetrieb in Jamaika auf.
Im März 2003 expandierte Digicel nach St. Lucia und St. Vincent. 2005 kaufte Digicel das Karibik- und Bermudageschäft von Cingular Wireless.

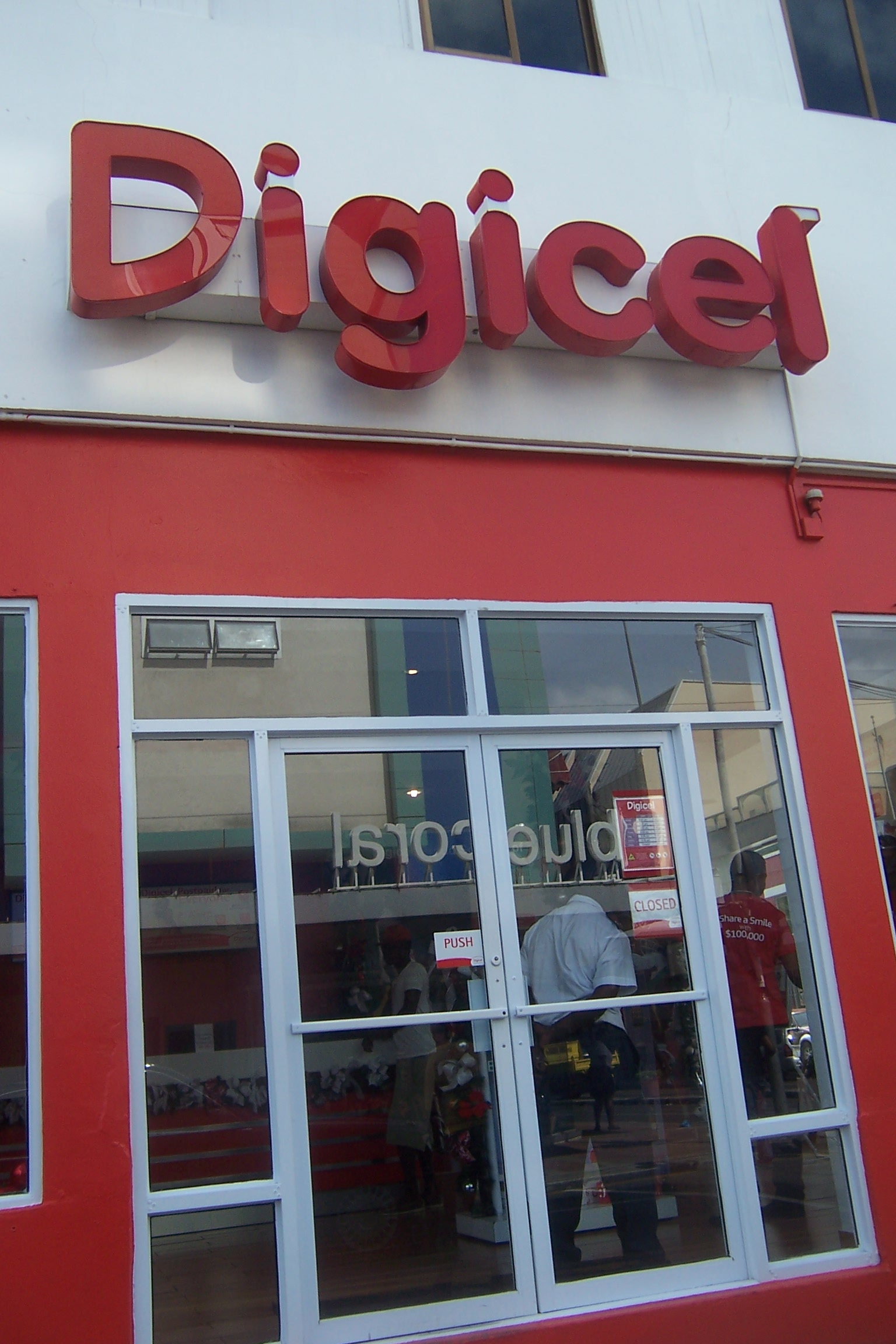
Digicel Ladengeschäft in Castries, Saint Lucia

Im April 2006 weitete Digicel sein Geschäft nach Trinidad und Tobago aus. Im Mai 2006 nahm Digicel den Betrieb in Haiti auf. Zwischen 2006 und 2008 expandierte Digicel auf das zentralamerikanische Festland sowie in den Pazifikraum.
Die Digicel Gruppe baute im Juli 2010 auf den Fidschi-Inseln den mobilen Bankdienst Digicel Mobile Money auf.
Ebenfalls 2010 brachte Digicel „TchoTcho“ auf den Markt, eine Bargeld-App für Geldüberweisungen auf Mobiltelefone in Haiti.
Im Februar 2011 übernahm Digicel eine Mehrheitsbeteiligung an Netxar Technologies, einem führenden Systemintegrator in der Karibik. Im März gab Digicel bekannt, dass es sein Geschäft in Honduras und El Salvador an das mexikanische Telekommunikationsunternehmen América Móvil verkauft; im Gegenzug verkaufte América Móvil sein Geschäft in Jamaika an Digicel. Im März 2012 übernahm Digicel Comcel/Voila, seinen Hauptkonkurrenten in Haiti.
Digicel erwarb SAT Telecom, ein Kabel- und Internetunternehmen in Dominica, im Februar 2014 und führte die Marke im Oktober desselben Jahres als Digicel Play neu ein.
Im Juli 2017 kaufte Digicel 16,6 % von Tonga Cable von der dortigen Regierung.
Im Oktober 2021 kündigte Digicel den Verkauf seines Pazifikgeschäfts an die Telstra Group, ein australisches Telekommunikationsunternehmen, an. Der Verkaufswert wurde auf 1,6 Milliarden US-Dollar geschätzt.
Im November 2020 hatte Digicel bekannt gegeben, dass die Gewinne im zweiten Quartal bis Ende September aufgrund der Auswirkungen der COVID-19-Pandemie zurückgegangen waren. Im März 2022 erhob die Regierung von Papua-Neuguinea rückwirkend eine Steuerforderung in Höhe von über 100 Mio. US-Dollar gegen das Unternehmen. Im September 2022 warnte die Ratingagentur Fitch vor einer möglichen Zahlungsunfähigkeit des Unternehmens. Am 11. September 2023 beantragte die Digicel Group nach Kapitel 15 des Konkursrechts der Vereinigten Staaten bei Gericht in New York (United States Bankruptcy Court for the Southern District of New York) ein Insolvenzverfahren, um Zeit für eine Reorganisation der Gruppe zu gewinnen.
Ein Konsortium von Gläubigern, darunter PGIM, Contrarian Capital Management und GoldenTree Asset Management, übernahm im Januar 2024 die Kontrolle über Digicel und tauschte effektiv 1,7 Milliarden US-Dollar Schulden gegen eine bedeutende Beteiligung an dem Unternehmen.
Der Betrieb von Digicel wurde fortgesetzt und die Umstrukturierung wurde nach Angaben des Unternehmens so gestaltet, dass der Betrieb und das künftige Wachstum fortgesetzt werden können.

## Geschäftstätigkeit
| Land/Gebiet                       | GSM Band           | UMTS Band | LTE Band     | Weblink                                |
| --------------------------------- | ------------------ | --------- | ------------ | -------------------------------------- |
| Anguilla                          | GSM-900            | 2, 8      | 12, 17       | Digicel Anguilla                       |
| Aruba                             | GSM-900            | 8         | 1, 3         | Digicel Aruba                          |
| Barbados                          | GSM-900, GSM-1800  | 1, 8      | 2, 12, 17    | Digicel Barbados                       |
| Bermuda                           | GSM-1900           | 5         | 2, 13        | Digicel Bermuda                        |
| Bonaire                           | GSM-900, GSM-1800  | 1, 5      | 3            | Digicel Bonaire                        |
| Britische Jungferninseln          | GSM-1800, GSM-1900 | 2         | 4, 13        | Digicel British Virgin Islands         |
| Curaçao                           | GSM-900, GSM-1800  | 1, 5      | 3            | Digicel Curaçao                        |
| Dominica                          | GSM-900, GSM-1900  | 1, 8      | 2, 8, 12, 17 | Digicel Dominica                       |
| El Salvador                       | GSM-900            | 8         | 2            | Digicel El Salvador                    |
| Französisch-Guayana               | GSM-900            | 1         | 3, 7, 20     | Digicel French Guiana                  |
| Grenada                           | GSM-900, GSM-1800  | 2         | 2, 8, 12, 17 | Digicel Grenada                        |
| Guadeloupe                        | GSM-900, GSM-1800  | 1, 8      | 3, 7         | Digicel French Windies & French Guiana |
| Guyana                            | GSM-900            | 2, 5      | 3, 28        | Digicel Guyana                         |
| Haiti                             | GSM-900, GSM-1800  | 1, 5      | 3, 5         | Digicel Haiti                          |
| Martinique                        | GSM-900, GSM-1800  | 1, 8      | 1, 3, 7      | Digicel Martinique                     |
| Montserrat                        | GSM-850, GSM-1900  | 2, 8      | 12, 17       | Digicel Montserrat                     |
| Frankreich Saint-Barthélemy       | GSM-900            | 1         | 1, 3, 7, 20  | Digicel Saint Martin & Saint Barths    |
| St. Kitts und Nevis               | GSM-900, GSM-1800  | 2, 8      | 2, 12, 17    | Digicel Saint Kitts & Nevis            |
| St. Lucia                         | GSM-900, GSM-1800  | 2, 8      | 2, 8, 12, 17 | Digicel St. Lucia                      |
| Frankreich St. Martin Niederlande | GSM-900            | 1         | 1, 3, 7, 20  | Digicel Saint Martin & Saint Barths    |
| St. Vincent und die Grenadinen    | GSM-900, GSM-1800  | 2, 8      | 2, 12, 17    | Digicel Saint Vincent & the Grenadines |
| Suriname                          | GSM-900, GSM-1800  | 1, 5      | 3            | Digicel Suriname                       |
| Trinidad und Tobago               | GSM-850            | 2, 5      | 2, 4, 28     | Digicel Trinidad & Tobago              |
| Turks- und Caicosinseln           | GSM-900            | 2         | 4, 12, 17    | Digicel Turks & Caicos                 |

| Land/Gebiet     | GSM Band          | UMTS Band | LTE Band | Weblink                 |
| --------------- | ----------------- | --------- | -------- | ----------------------- |
| Fidschi         | GSM-900           | 1, 8      | 3, 28    | Digicel Fiji            |
| Nauru           | GSM-900           | 8         | 3        | Digicel Nauru           |
| Papua-Neuguinea | GSM-900, GSM-1800 | 8         | 3, 28    | Digicel Papua Neuguinea |
| Samoa           | GSM-900           | 8         | 3        | Digicel Samoa           |
| Tonga           | GSM-900           | 8         | 3        | Digicel Tonga           |
| Vanuatu         | GSM-900           | 8         | 28       | Digicel Vanuatu         |

Zu der Digicel Gruppe gehören ferner
- das Fernseh- und Unterhaltungsunternehmen CEEN TV,
- die Unternehmensberatung Digicel Business,
- der Internetdienst Digicel+,
- der online-Nachrichtenkanal loop news,
- das mobile Zahlungssystem Paymaster,
- der Sportübertragungskanal SportsMax und
- der Dienstleister für Werbung und Marketing Trend Media.

## Gemeinnütziges Engagement

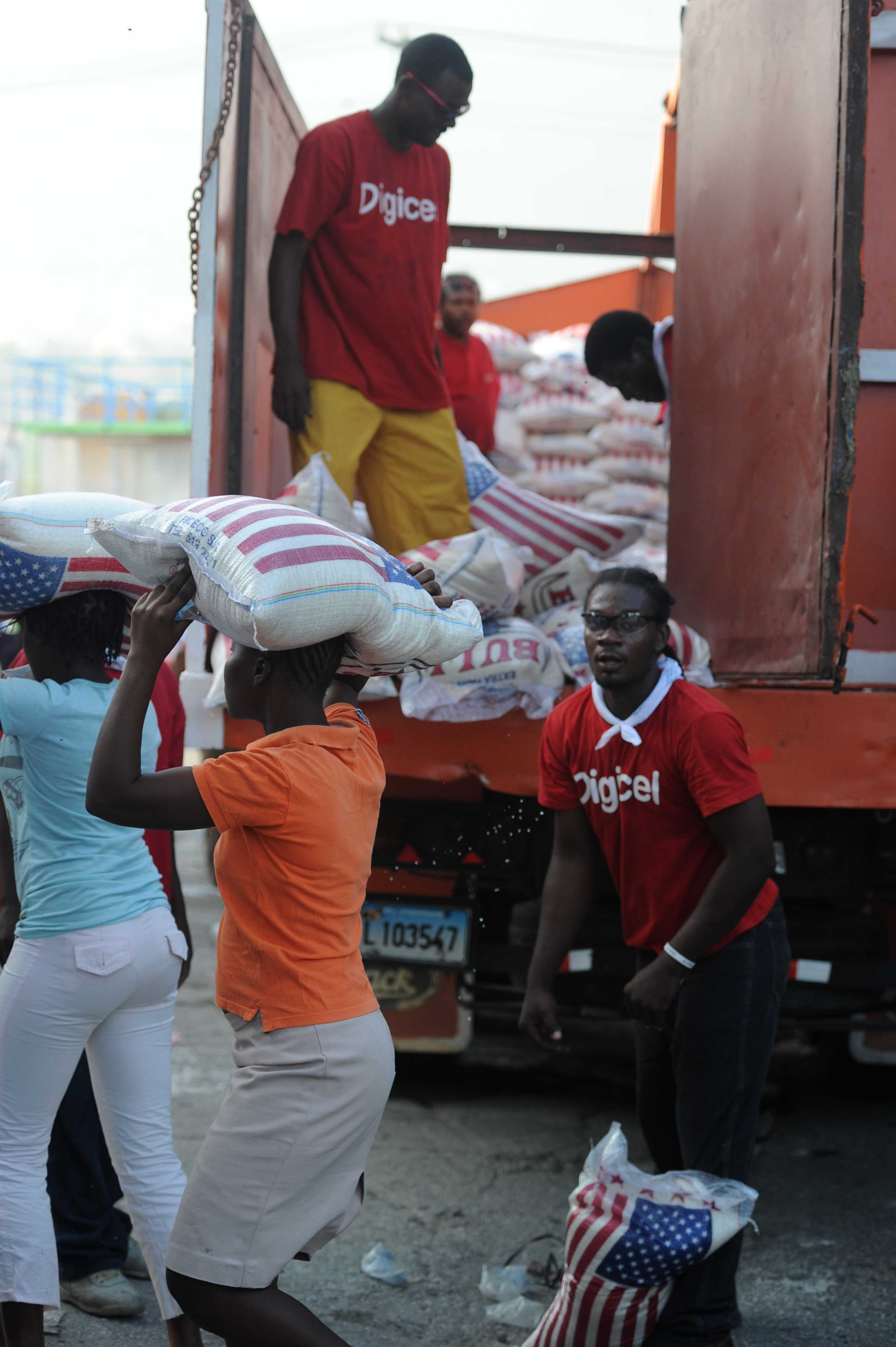
Digicel Helfer laden Hilfsgüter nach dem Erdbeben in Haiti 2010 ab. (Port-au-Prince, Februar 2010)

Im Jahr 2004 gründete Digicel die Digicel Foundation (Digicel-Stiftung) in Jamaika.
Die Digicel Foundation ist in Jamaika, Haiti, Trinidad und Tobago und Papua-Neuguinea aktiv. In Haiti half die Digicel Foundation beim Wiederaufbau nach dem Erdbeben in Port-au-Prince am 12. Januar 2010. Zu den Projekten gehörten der Bau von Grundschulen und die Restaurierung des historischen Iron Market.
Digicel ist Sponsor von Sportteams in der Karibik, in Mittelamerika und im asiatisch-pazifischen Raum, einschließlich der Special-Olympics-Teams in diesen Regionen. Im April 2013 wurde Digicel als erster globaler Sponsor des Eröffnungsturniers 2013 der Caribbean Premier League bekannt gegeben.